# Boughezoul
Boughezoul (în arabă بوغزول) este o comună din provincia Médéa, Algeria.
Populația comunei este de 13.617 locuitori (2008).